# Jean-Pierre Franque (architecte)
 (février 2025).
Jean-Pierre Franque est un architecte français, né à Avignon en 1718 et décédé, dans la même ville, en 1810. Il est le fils de Jean-Baptiste Franque, architecte, dont il prendra la suite à Avignon. Son frère, François s'installe à Paris, également en tant qu'architecte.